# Anishinaabe
Los anishinaabe (plural: anishinaabeg o anishinabek) son un conjunto de pueblos indígenas de América del Norte que comparten lazos lingüísticos, culturales y espirituales. Pertenecen a la gran familia de los pueblos algonquinos y engloban a los ojibwe, odawa, mississauga, algonquinos, potawatomi, saulteaux y oji-cree, entre otros.

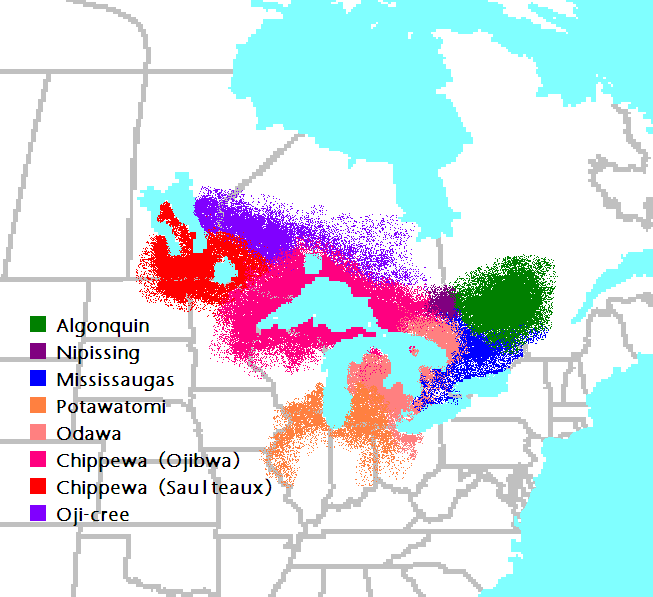
Distribución de los anishinaabe y anishinini alrededor de 1800.

## Etimología
El término anishinaabe puede traducirse como «persona original» o «pueblo original». Algunas interpretaciones lo asocian también a la idea de «persona buena» o «persona que sigue el camino correcto dado por el Creador».
Existen diversas variantes ortográficas del nombre, derivadas de diferencias dialectales, transcripciones fonéticas o adaptaciones al inglés y al francés: anishinabe, anicinape, anishinaabeg, anishinabek, entre otras. En el este, los ojibwe y odawa suelen emplear la forma sincopada nishnaabe. Los potawatomi utilizan la forma afín neshnabé, reflejo de su pertenencia al Concilio de los Tres Fuegos.

## Historia
Según la historia oral anishinaabe, sus ancestros provienen originalmente de la costa atlántica de Canadá, en concreto de las actuales Provincias Marítimas o la región del Labrador. Desde allí migraron hacia el oeste por el río San Lorenzo, estableciendo un importante centro cultural en Sault Ste. Marie, actual Ontario.
Durante los siglos XVII y XVIII, con la expansión del comercio de pieles y la llegada de armas de fuego, los anishinaabeg se expandieron hacia el sur (valle del río Ohio), el suroeste (río Illinois) y el oeste (lago Superior, lago de los Bosques y Grandes Llanuras). A través de alianzas, absorciones o conquistas, incorporaron otros pueblos culturalmente próximos, como los noquet (originarios de los Menomini) y los mandwe (inicialmente vinculados a los fox).
Los clanes o doodem constituyen la base de la organización social y espiritual anishinaabe. Entre los más conocidos destacan el migizi-doodem (clan del águila calva), el awaazisii-doodem (clan del burbot), el ma’iingan-doodem (clan del lobo) y el nibiinaabe-doodem (clan del espíritu del agua). Algunos de estos clanes reflejan antiguos contactos o sincretismos con los Sioux, los winnebagos y otros pueblos.

## Pueblos y lenguas
Los siguientes pueblos forman parte o están vinculados al conjunto anishinaabe:
- Ojibwa (también conocidos como Chippewa)
- Odawa/Ottawa
- Mississaugas
- Algonquinos
- Potawatomi
- Saulteaux (autodenominación: Nakawē)
- Nipissing (Omaamiwinini)
- Oji-Cree (Anishinini) — Culturalmente cercanos, aunque con identidad diferenciada.

Todos estos pueblos hablan lenguas pertenecientes al subgrupo de las lenguas algonquinas centrales. La lengua comúnmente conocida como anishinaabemowin tiene múltiples dialectos, algunos de ellos mutuamente inteligibles, como el idioma ojibwa o el idioma odawa.

## Situación actual
Los anishinaabeg están organizados en numerosas Primeras Naciones reconocidas por el gobierno de Canadá, así como en tribus reconocidas a nivel federal en Estados Unidos. Su territorio tradicional se concentra en la región de los Grandes Lagos, pero debido a procesos de desplazamiento forzoso —como la Ley de traslado forzoso de los indios del siglo XIX— también hay comunidades establecidas en Kansas y Oklahoma.

## Cultura y espiritualidad
El sistema espiritual anishinaabe incluye la tradición ceremonial del Midewiwin, o "Gran Sociedad de los Misterios", centrada en la sanación, la medicina tradicional y la conexión con los ancestros y la naturaleza. Las enseñanzas orales, los círculos ceremoniales, la estructura de clanes y los cantos tradicionales son elementos fundamentales de su vida espiritual y comunitaria.

## En la cultura popular
- En la tira cómica For Better or For Worse (2005-2006), aparece un clan anishinaabe ficticio llamado Mtigwaki.